# 이스 vs. 하늘의 궤적: 얼터너티브 사가
《이스 vs. 하늘의 궤적: 얼터너티브 사가》는 니혼 팔콤이 제작한 2010년 대전 격투 게임이다. 팔콤의 두 롤플레잉 비디오 게임 시리즈 《이스》와 《궤적》 간의 크로스오버 작품이다. 플레이스테이션 포터블 플랫폼으로 개발돼 일본서 2010년 7월 29일 출시됐다.

## 개발 및 출시
《이스 vs. 하늘의 궤적》은 〈전격 플레이스테이션〉 2009년 11월호에서 처음 공개됐다.

## 참조

### 주해
1. ↑  일본어: イースvs.空の軌跡 オルタナティブ・サーガ